# Система рельсового интерфейса

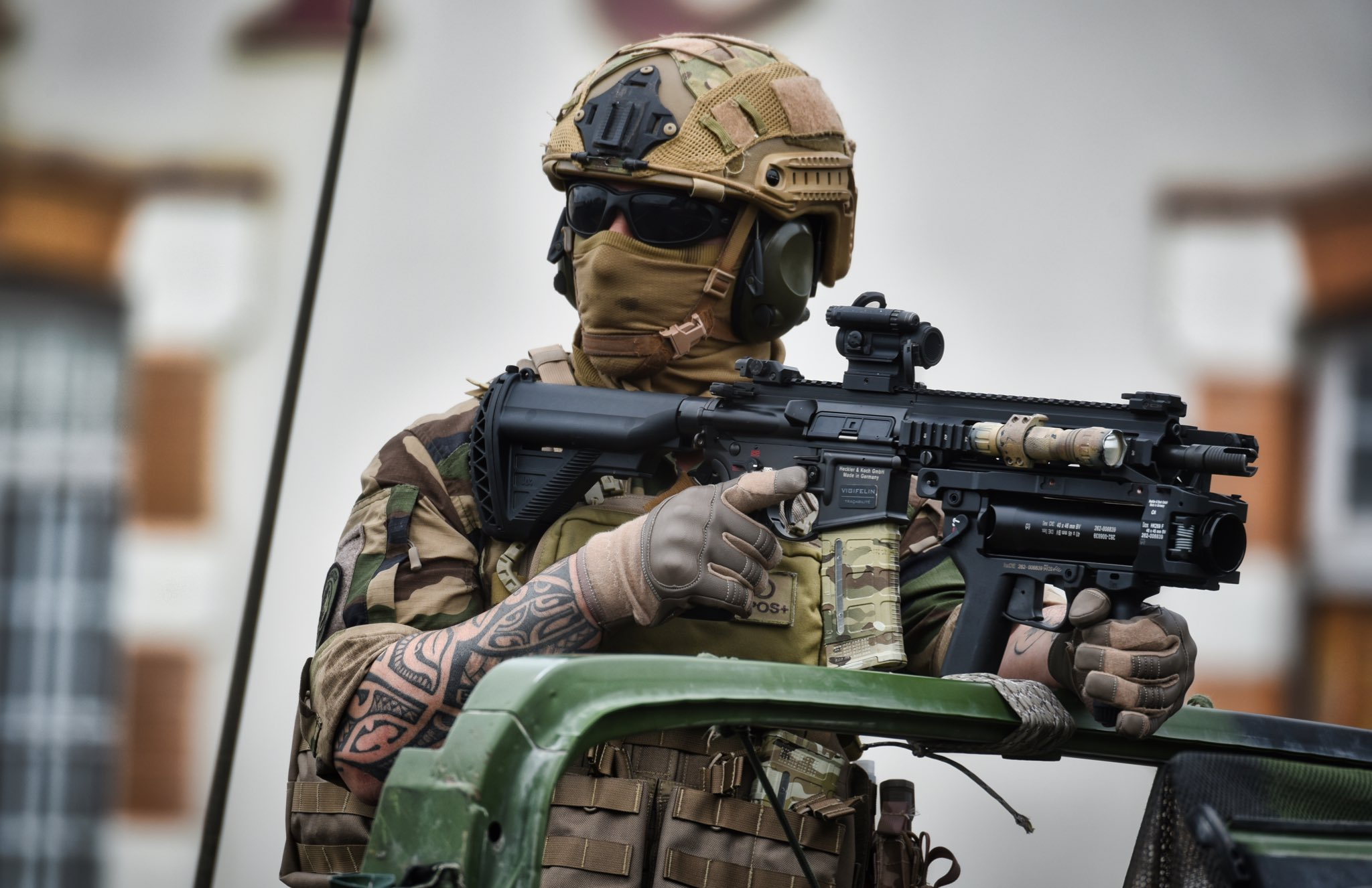
Военнослужащий французской армии с автоматом HK416. На систему рельсового интерфейса установлены складные мушка и целик, коллиматорный прицел, тактический фонарь и гранатомёт HK GLM.

Система рельсового интерфейса (англ. Rail Interface System — RIS, также встречается англ. Rail Accessory Systems — рус. рельсовая система принадлежностей, англ. Rail Integration System — рус. рельсовая система интеграции; также встречается термин Рельсовая система направляющих) — система взаимосвязанных механических приспособлений на стрелковом оружии, которая предназначена для крепления к оружию дополнительных аксессуаров. Один тип системы рельсового интерфейса позволяет быстро прикреплять к оружию множество различных приспособлений: оптические, коллиматорные, ночные и тепловизионные прицелы, подствольные гранатомёты, подствольные дробовики, тактические фонари, лазерные целеуказатели, сошки, вертикальные передние рукоятки и т. д.
Система рельсового интерфейса, как следует из названия, представляет собой комплекс рельсовых креплений, преимущественно кронштейнов, которые непосредственно крепятся к корпусу оружия. Множество образцов оружия изначально производятся с системами рельсового интерфейса (например, Steyr AUG A3).
Системы рельсового интерфейса могут размещаться на большой гамме ручного оружия: пистолеты, пистолет-пулемёты, автоматы, снайперские винтовки, дробовики, ручные пулемёты, ручные гранатомёты.
Системы рельсового интерфейса могут быть размещены почти на любой части оружия. Например, для автомата M16 это могут быть:
- Верхняя планка — служит для крепления всевозможных прицельных приспособлений
- Нижняя планка — служит для крепления сошек, вертикальных передних рукояток
- Планки справа и слева от ствола — служат для крепления лазерных целеуказателей, тактических фонарей.

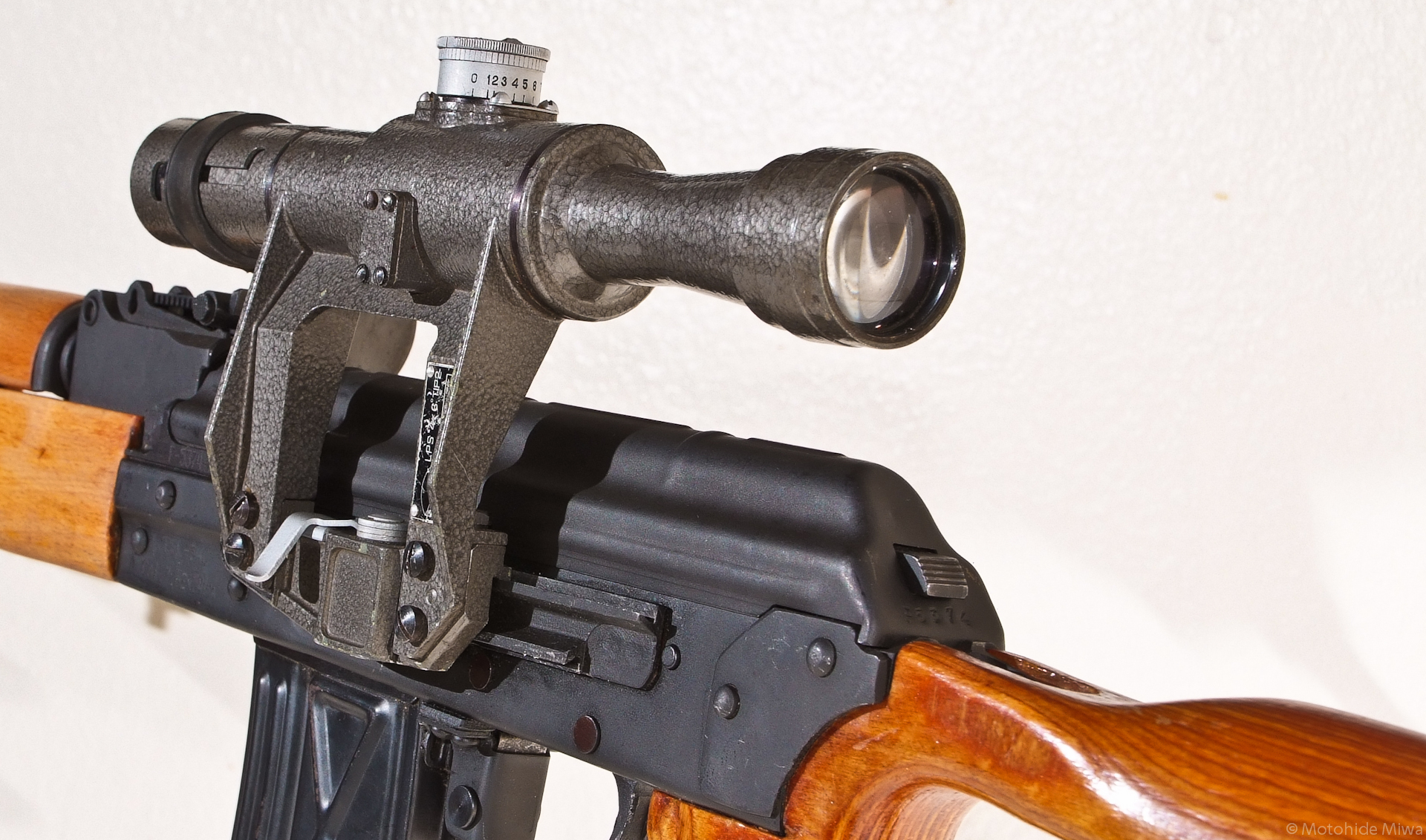
PSL. Оптический прицел установлен на крепление «ласточкин хвост» (на ствольной коробке).

## Распространённые стандарты рельсовых интерфейсов
- Ласточкин хвост
- Планка Вивера
- Планка Пикатинни (MIL-STD-1913 1995 года, STANAG 2324 (отменён))
- Планка аксессуаров НАТО (STANAG 4694, 2009 год)
- M-LOK
- KeyMod
- Базис — проприетарный стандарт, используемый в продукции компании «ООО „Зенит“» (торговая марка «Зенитка»)[1]. Имеет некоторое распространение в России.